# ديك وليامز
ديك وليامز (بالإنجليزية: Dick Williams)‏ (15 ديسمبر 1905 نيوكاسل أبون تاين المملكة المتحدة - 27 مايو 1983) هو لاعب كرة قدم بريطاني سابق كان يلعب كحارس مرمى.